# Alan Mozo
Alan Mozo Rodríguez (Ciudad de México; 5 de abril de 1997), es un futbolista mexicano. Juega como lateral derecho y su equipo actual es el Club Deportivo Guadalajara de la Primera División de México.

## Trayectoria

### Inicios
En el año 2008 se probó en las Fuerzas Básicas del Club de Fútbol Pachuca, sin embargo no pasó las pruebas y no fue aceptado por los visores del equipo.

### Club Universidad Nacional
Para el 2009 ingresó a las Fuerzas Básicas del Club Universidad Nacional, donde comenzó jugando para las categorías inferiores.
En agosto de 2014, se fue a Pumas Naucalpan. Al finalizar el Apertura 2014, llamó la atención del entonces técnico Guillermo Vázquez, el cual lo llevó para realizar la pretemporada con el primer equipo de cara al Clausura 2015. Debuta el 4 de febrero de 2015, en la Copa MX en la visita ante Alebrijes de Oaxaca.
Para el Apertura 2017, fue registrado con los universitarios. Hace su debut en la Primera División el 16 de septiembre de 2017 en la visita ante las Chivas.
Para el torneo Apertura 2018, ante la salida de Josecarlos Van Rankin a las Chivas, Mozo fue registrado con el número 2, siendo titular indiscutible a lo largo del torneo.

### Club Deportivo Guadalajara
El 31 de mayo de 2022, se hace oficial su fichaje con el Club Deportivo Guadalajara en compra definitiva convirtiéndose en el primer refuerzo de cara al Apertura 2022.
Su debut oficial se produjo el 2 de julio de 2022 cuando ingresó de cambio al medio tiempo en sustitución de Ángel Zaldívar en el empate 0-0 contra los Bravos de Juárez. 
Su mejor exhibición hasta ahora como jugador de Chivas se dio el 14 de mayo de 2023 en el partido de vuelta de los cuartos de final contra el Atlas. En dicho partido, Mozo realizó un impecable marcaje sobre Brian Lozano, extremo del equipo rojinegro, anulando completamente la explosividad ofensiva que caracteriza al jugador uruguayo. Además de su pulcra actuación defensiva, Alan registró 13 duelos ganados, 10 recuperaciones, 6 entradas exitosas y 3 rechaces. Esta memorable exhibición le valió para ser nombrado el jugador del partido. 
Anotó su primer gol con el equipo rojiblanco el 21 de mayo de 2023 en el partido de las semifinales de vuelta en contra del América ingresando de cambio al medio tiempo. Al minuto 76 y tras haberse señalado un tiro libre en favor de las Chivas, Roberto Alvarado conectó con Alan en los linderos del área para que este disparase un sendo derechazo cruzado que venció al portero azulcrema, Luis Ángel Malagón, poniendo el marcador 2-1 en favor de Chivas y 2-2 en el global. Finalmente, y con contribución suya al marcador, el equipo tapatío terminó ganando el partido por marcador de 3-1 avanzando así a la final del Clausura 2023.
El 28 de mayo de 2023 jugó su primera final con la playera rojiblanca en contra de los Tigres. Lamentablemente su equipo terminó cayendo 2-3 contra los Tigres de la UANL impidiendo que el lateral mexicano consiguiera el primer título de su carrera profesional.

## Selección nacional

### Sub-22
El 13 de marzo de 2019, gracias a sus actuaciones con Pumas llamó la atención del técnico Jaime Lozano, el cual lo convoca para los partidos amistosos que sostendrá la selección sub-23 ante Escocia e Irlanda del Norte de la misma categoría.
Fue convocado para el Torneo Esperanzas de Toulon de 2019 por Jaime Lozano.

### Sub-23
Fue incluido en la lista para disputar el Preolímpico de Concacaf de 2020 llevado a cabo en Guadalajara.
El 14 de mayo de 2021 recibió una convocatoria para disputar una gira de preparación en Marbella, España. El 8 de junio participó como titular en el empate a un gol ante Arabia Saudita y completo todo el partido.

### Absoluta
| Club               | País   | PJ | Goles | Periodo         |
| ------------------ | ------ | -- | ----- | --------------- |
| Selección Mexicana | México | 3  | 15    | 2019 - Presente |

El 29 de septiembre de 2019, al tener buenas actuaciones con Pumas fue convocado por Gerardo Martino para el partido amistoso contra la Selección de Trinidad y Tobago. Debuta con la Selección el 2 de octubre de 2019, ante la Selección de Trinidad y Tobago.
El 28 de agosto de 2024, al pasar un buen momento en Chivas y tras casi 4 años regresa a la selección de la mano de Javier Aguirre para los partidos amistosos contra Nueva Zelanda y Canadá.

### Participaciones en selección nacional
| Torneo                              | Categoría | Sede     | Resultado    | Partidos | Goles |
| ----------------------------------- | --------- | -------- | ------------ | -------- | ----- |
| Torneo Esperanzas de Toulon de 2019 | Sub-23    | Francia  | Tercer lugar | 5        | 0     |
| Preolímpico de Concacaf de 2020     | Sub-23    | México   | Campeón      | 3        | 0     |
| Liga de Naciones Concacaf 2019      | Absoluta  | Concacaf | Subcampeón   | 1        | 0     |

## Estadísticas
Actualizado el 20 de octubre de 2023.
| Club                             | Div.          | Temporada     | Liga nacional(1) | Liga nacional(1) | Liga nacional(1) | Copas nacionales(2) | Copas nacionales(2) | Copas nacionales(2) | Torneos internacionales(3) | Torneos internacionales(3) | Torneos internacionales(3) | Total | Total | Total  | Media goleadora |
| Club                             | Div.          | Temporada     | Part.            | Goles            | Asist.           | Part.               | Goles               | Asist.              | Part.                      | Goles                      | Asist.                     | Part. | Goles | Asist. | Media goleadora |
| -------------------------------- | ------------- | ------------- | ---------------- | ---------------- | ---------------- | ------------------- | ------------------- | ------------------- | -------------------------- | -------------------------- | -------------------------- | ----- | ----- | ------ | --------------- |
| C. Universidad Nacional · México | 1.ª           |               |                  |                  |                  |                     |                     |                     |                            |                            |                            |       |       |        |                 |
| C. Universidad Nacional · México | 1.ª           | 2014-15       | 0                | 0                | 0                | 2                   | 0                   | 0                   | -                          | -                          | -                          | 2     | 0     | 0      | 0               |
| C. Universidad Nacional · México | 1.ª           | 2015-16       | 0                | 0                | 0                | 4                   | 0                   | 0                   | -                          | -                          | -                          | 4     | 0     | 0      | 0               |
| C. Universidad Nacional · México | 1.ª           | 2017-18       | 8                | 0                | 0                | 6                   | 0                   | 0                   | -                          | -                          | -                          | 14    | 0     | 0      | 0               |
| C. Universidad Nacional · México | 1.ª           | 2018-19       | 34               | 1                | 6                | 4                   | 0                   | 0                   | -                          | -                          | -                          | 38    | 1     | 6      | 0.03            |
| C. Universidad Nacional · México | 1.ª           | 2019-20       | 27               | 0                | 0                | 0                   | 0                   | 0                   | -                          | -                          | -                          | 27    | 0     | 0      | 0               |
| C. Universidad Nacional · México | 1.ª           | 2020-21       | 33               | 0                | 4                | 0                   | 0                   | 0                   | -                          | -                          | -                          | 33    | 0     | 4      | 0               |
| C. Universidad Nacional · México | 1.ª           | 2021-22       | 34               | 1                | 9                | -                   | -                   | -                   | 7                          | 0                          | 4                          | 41    | 1     | 13     | 0.02            |
| C. Universidad Nacional · México | Total club    | Total club    | 136              | 2                | 19               | 16                  | 0                   | 0                   | 7                          | 0                          | 4                          | 159   | 2     | 23     | 0.01            |
| C. D. Guadalajara · México       | 1.ª           | 2022-23       | 37               | 1                | 2                | -                   | -                   | -                   | 2                          | 0                          | 0                          | 41    | 1     | 2      | 0.03            |
| C. D. Guadalajara · México       | 1.ª           | 2023-24       | 37               | 0                | 2                | -                   | -                   | -                   | 4                          | 0                          | 0                          | 27    | 0     | 2      | 0               |
| C. D. Guadalajara · México       | 1.ª           | 2024-25       | 18               | 3                | 0                |                     |                     |                     |                            |                            |                            | 18    | 2     | 0      |                 |
| C. D. Guadalajara · México       | Total club    | Total club    | 92               | 4                | 4                | 0                   | 0                   | 0                   | 6                          | 0                          | 0                          | 92    | 3     | 4      | 0.02            |
| Total carrera                    | Total carrera | Total carrera | 204              | 6                | 23               | 16                  | 0                   | 0                   | 13                         | 0                          | 4                          | 233   | 5     | 27     | 0.01            |
| (1) Incluye datos de la Copa MX. |               |               |                  |                  |                  |                     |                     |                     |                            |                            |                            |       |       |        |                 |

## Palmarés

### Distinciones individuales
| Distinción                                          | Año  |
| --------------------------------------------------- | ---- |
| Equipo ideal de la Liga de Campeones de la Concacaf | 2022 |